# بروك شيلدز

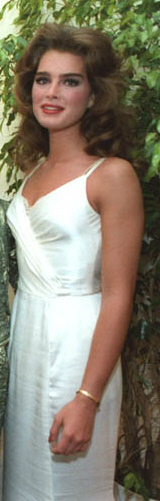
بروك شيلز

بروك كريستا كايل شيلز (بالإنجليزية: Brooke Shields)‏ عارضة أزياء وممثلة أمريكية (مواليد 31 مايو 1965) اشتهرت بانها أصغر عارضة أزياء بدأت العمل، ربطتها علاقة لفترة مع لاعب التنس أندريه أغاسي، وهي صديقة مقربة من مايكل جاكسون.

## الأعمال السينمائية

### سينما
- The Last Guy on Earth (2006) (post production)
- بوب رئيس الخدم (2005)
- The Outsider (2005) (documentary)
- مغامرة بيضة عيد الفصح (2005) (أداء صوتي)
- Rent-a-Husband (2004)
- Mayor of the Sunset Strip (2003) (documentary)
- Massholes (2000) (Cameo)
- After Sex (2000)
- The Bachelor  [لغات أخرى]‏ (1999)
- أبيض وأسود (توضيح) (1999)
- The Weekend (1999)
- The Misadventures of Margaret (1998)
- Junket Whore (1998) (documentary)
- Scratch the Surface (1997) (documentary)
- Freeway (1996)
- The Seventh Floor (1994)
- Un Amore Americano(1994)
- I Can Make You Love Me (1993)
- Freaked (1993)
- Legends of the West (1992) (documentary)
- Running Wild (1992)
- Backstreet Dreams (1990)
- Brenda Starr  [لغات أخرى]‏ (1989)
- منطقة السرعة!  [لغات أخرى]‏ (1989) (Cameo)
- The Muppets Take Manhattan (1984) (Cameo)
- صحراء (فيلم 1983) (1983)
- Endless Love  [لغات أخرى]‏ (1981)
- البحيرة الزرقاء (1980)
- واندا نيفادا (1979)
- فقط أنت وأنا، طفل (1979)
- Tilt (1979)
- An Almost Perfect Affair (1979) (Cameo)
- طفلة جميلة (1978).
- ملك الغجر (1978)
- أليس أليس اللطيفة (1976)

### في التلفزيون
- After the Fall (1974)
- The Prince of Central Park (1977)
- عرض الدمى (1980) (the youngest person to make a guest appearance on this show)
- Wet Gold (1984)
- The Diamond Trap (1988)
- عائلة سيمبسون (1993) (guest appearance)
- I Can Make You Love Me (1993)
- An American Love (1994)
- Nothing Lasts Forever (1995) (miniseries)
- فجأة سوزان (مسلسل) (1996 - 2000) (also producer)
- Friends (guest appearance in 1996)
- The Almost Perfect Bank Robbery (1998)
- What Makes a Family (2001)
- أرملة (2002) (miniseries)
- Miss Spider's Sunny Patch Friends (2003) (voice)
- Gone But Not Forgotten (2004) (miniseries)
- That '70s Show (recurring role during 2004)
- نيب/تك (Guest Star 2006)
- القانون والنظام: النية الإجرامية "Siren Call" 2006
- The Batman  [لغات أخرى]‏ as Julie
- Hannah Montana (guest appearance in 2007)
- Two and a Half Men (guest appearance in 2007)

(2016) When calls the heart
Impractical jokers (2022(

## المنشورات
- 1970s Movies
- 1980s Movies
- 1990s Movies
- Today Movies

## وصلات خارجية
- بروك شيلدز على موقع IMDb (الإنجليزية)
- بروك شيلدز على موقع الموسوعة البريطانية (الإنجليزية)
- بروك شيلدز على موقع روتن توميتوز (الإنجليزية)
- بروك شيلدز على موقع مونزينجر (الألمانية)
- بروك شيلدز على موقع ألو سيني (الفرنسية)
- بروك شيلدز على موقع ميوزك برينز (الإنجليزية)
- بروك شيلدز على موقع تيرنر كلاسيك موفيز (الإنجليزية)
- بروك شيلدز على موقع أول موفي (الإنجليزية)
- بروك شيلدز على موقع قاعدة بيانات برودواي على الإنترنت (الإنجليزية)
- بروك شيلدز على موقع قاعدة بيانات الأفلام السويدية (السويدية)